# Villeneuve-les-Corbières
Pour les articles homonymes, voir Villeneuve.
Villeneuve-les-Corbières  est une commune rurale française, située dans le sud-est du département de l'Aude en région Occitanie.
Sur le plan historique et culturel, la commune fait partie du massif des Corbières, un chaos calcaire formant la transition entre le Massif central et les Pyrénées. Exposée à un climat méditerranéen, elle est drainée par le Berre, le ruisseau de Montluzis, le ruisseau des Courtals et par divers autres petits cours d'eau. La commune possède un patrimoine naturel remarquable : un site Natura 2000 (les « Corbières orientales ») et trois zones naturelles d'intérêt écologique, faunistique et floristique.
Villeneuve-les-Corbières est une commune rurale qui compte 252 habitants en 2022. Ses habitants sont appelés les Villenovais ou  Villenovaises.
Villeneuve-les-Corbieres fait partie de la communauté de communes Corbières Salanque Méditerranée, située dans les départements des Pyrénées-Orientales et de l'Aude, en région Occitanie.

## Géographie

### Localisation
Villeneuve-les-Corbières est une commune localisée dans l'Aude, entre les villes de Narbonne et Perpignan. Elle est située au cœur des Corbières, région réputée notamment pour ses vins.
Les grandes villes les plus proches sont Narbonne (33 km) et Perpignan (50 km). Les villages qui l'entourent sont Cascastel-des-Corbières (2 km), Durban-Corbières (4 km), Albas (7 km), Embres-et-Castelmaure (6 km), Quintillan (9 km) et Tuchan (13 km).
Le village est situé au pied du col d'Extrême, qui peut être rallié par la RD 611 pour ensuite redescendre vers la plaine de Tuchan et rejoindre plus loin l'agglomération de Perpignan.

### Communes limitrophes
Les communes limitrophes sont  Cascastel-des-Corbières, Durban-Corbières, Embres-et-Castelmaure, Quintillan, Saint-Jean-de-Barrou et Tuchan.
| Cascastel-des-Corbières |                          | Durban-Corbières      |
| Quintillan (sur 100 m)  | Villeneuve-les-Corbières | Saint-Jean-de-Barrou  |
| Tuchan                  |                          | Embres-et-Castelmaure |

### Géologie et relief
Le village est situé à une altitude d'environ 140 mètres.
Le parc naturel régional de la Narbonnaise en Méditerranée est proche. Villeneuve-les-Corbières fait également partie des Pré-Pyrénées.
La montagne de Périllou est à environ 10 km.

### Hydrographie
La commune est dans la région hydrographique « Côtiers méditerranéens », au sein du bassin hydrographique Rhône-Méditerranée-Corse. Elle est drainée par la Berre, le ruisseau de Montluzis, le ruisseau des Courtals, le ruisseau de Bentauich, le ruisseau de Clotes, le ruisseau de la Cresse, le ruisseau de Landialette, le ruisseau de Landribe, le ruisseau de l'Anglade, le ruisseau de l'Arbous, le ruisseau de Pennauié, le ruisseau de Rouyre, le ruisseau de Sanabières, le ruisseau des Arbres Blancs,, qui constituent un réseau hydrographique de 32 km de longueur totale,.
La Berre, d'une longueur totale de 52,7 km, prend sa source dans la commune de Quintillan et s'écoule d'ouest en est. Elle traverse la commune et se jette dans le golfe du Lion à Port-la-Nouvelle, après avoir traversé 10 communes.

### Climat
Pour des articles plus généraux, voir Climat de l'Occitanie et Climat de l'Aude.
En 2010, le climat de la commune est de type climat méditerranéen franc, selon une étude s'appuyant sur une série de données couvrant la période 1971-2000. En 2020, Météo-France publie une typologie des climats de la France métropolitaine dans laquelle la commune est exposée à un climat méditerranéen et est dans la région climatique Provence, Languedoc-Roussillon, caractérisée par une pluviométrie faible en été, un très bon ensoleillement (2 600 h/an), un été chaud (21,5 °C), un air très sec en été, sec en toutes saisons, des vents forts (fréquence de 40 à 50 % de vents > 5 m/s) et peu de brouillards.
Pour la période 1971-2000, la température annuelle moyenne est de 14,4 °C, avec une amplitude thermique annuelle de 15,6 °C. Le cumul annuel moyen de précipitations est de 619 mm, avec 6,8 jours de précipitations en janvier et 2,8 jours en juillet. Pour la période 1991-2020, la température moyenne annuelle observée sur la station météorologique la plus proche, située sur la commune de Durban-Corbières à 4 km à vol d'oiseau, est de 15,0 °C et le cumul annuel moyen de précipitations est de 701,0 mm,. Pour l'avenir, les paramètres climatiques de la commune estimés pour 2050 selon différents scénarios d’émission de gaz à effet de serre sont consultables sur un site dédié publié par Météo-France en novembre 2022.

### Milieux naturels et biodiversité

#### Réseau Natura 2000

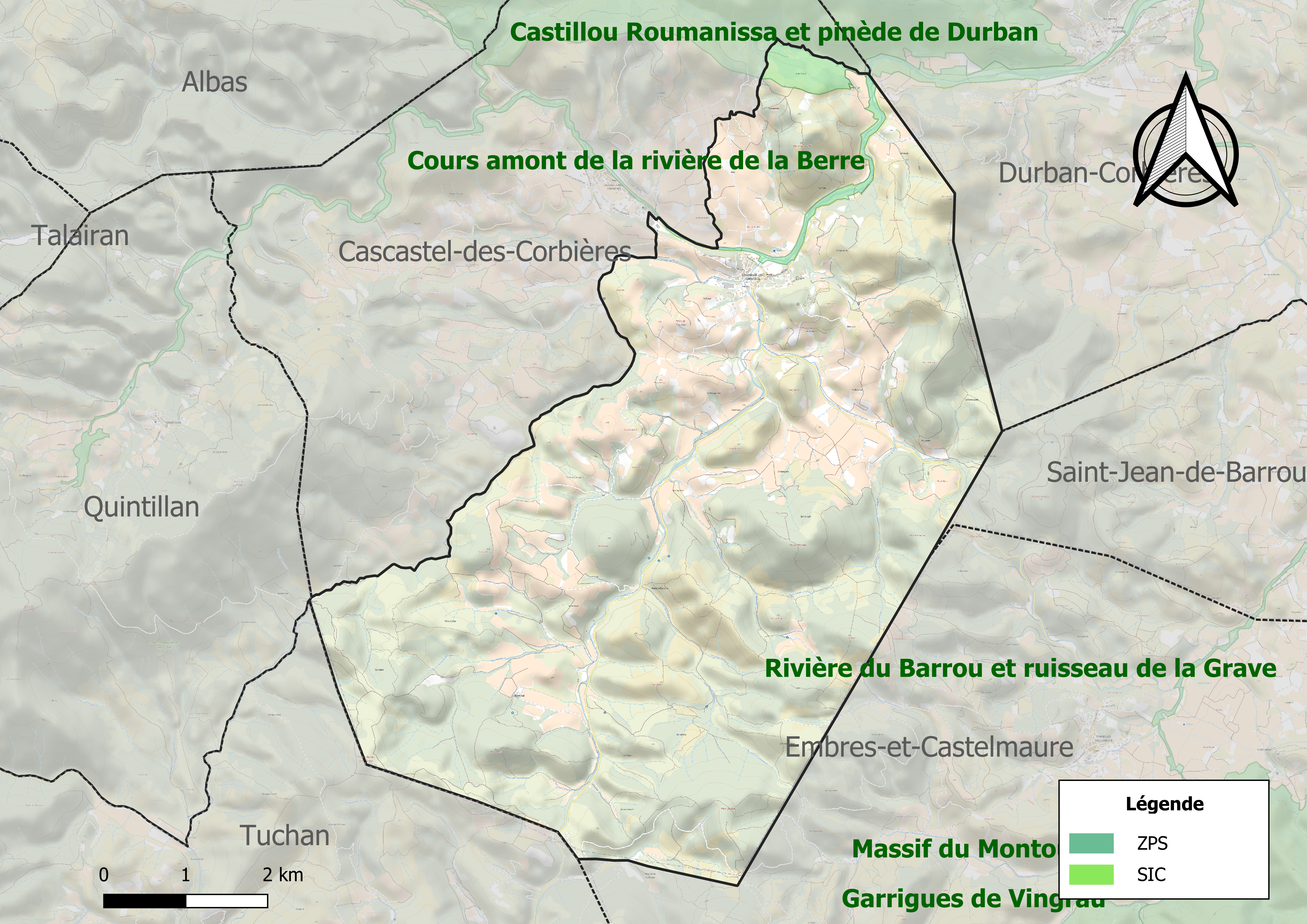
Sites Natura 2000 sur le territoire communal.

Le réseau Natura 2000 est un réseau écologique européen de sites naturels d'intérêt écologique élaboré à partir des directives habitats et oiseaux, constitué de zones spéciales de conservation (ZSC) et de zones de protection spéciale (ZPS).
Un site Natura 2000 a été défini sur la commune au titre  de la directive oiseaux : les « Corbières orientales », d'une superficie de 25 371 ha, correspondant à la partie la plus orientale du massif des Corbières audoises. Ce site inclut, dans sa partie la plus orientale, le couloir de migration majeur du littoral languedocien, d'où la présence régulière d'espèces en étape migratoire.

#### Zones naturelles d'intérêt écologique, faunistique et floristique
L’inventaire des zones naturelles d'intérêt écologique, faunistique et floristique (ZNIEFF) a pour objectif de réaliser une couverture des zones les plus intéressantes sur le plan écologique, essentiellement dans la perspective d’améliorer la connaissance du patrimoine naturel national et de fournir aux différents décideurs un outil d’aide à la prise en compte de l’environnement dans l’aménagement du territoire.
Deux ZNIEFF de type 1 sont recensées sur la commune :
le « castillou Roumanissa et pinède de Durban » (870 ha), couvrant 4 communes du département, et 
le « cours amont de la rivière de la Berre » (188 ha), couvrant 8 communes du département
et une ZNIEFF de type 2, : 
les « Corbières centrales » (68 810 ha), couvrant 56 communes dont 54 dans l'Aude et 2 dans les Pyrénées-Orientales.

Carte des ZNIEFF de type 2 à Villeneuve-les-Corbières.
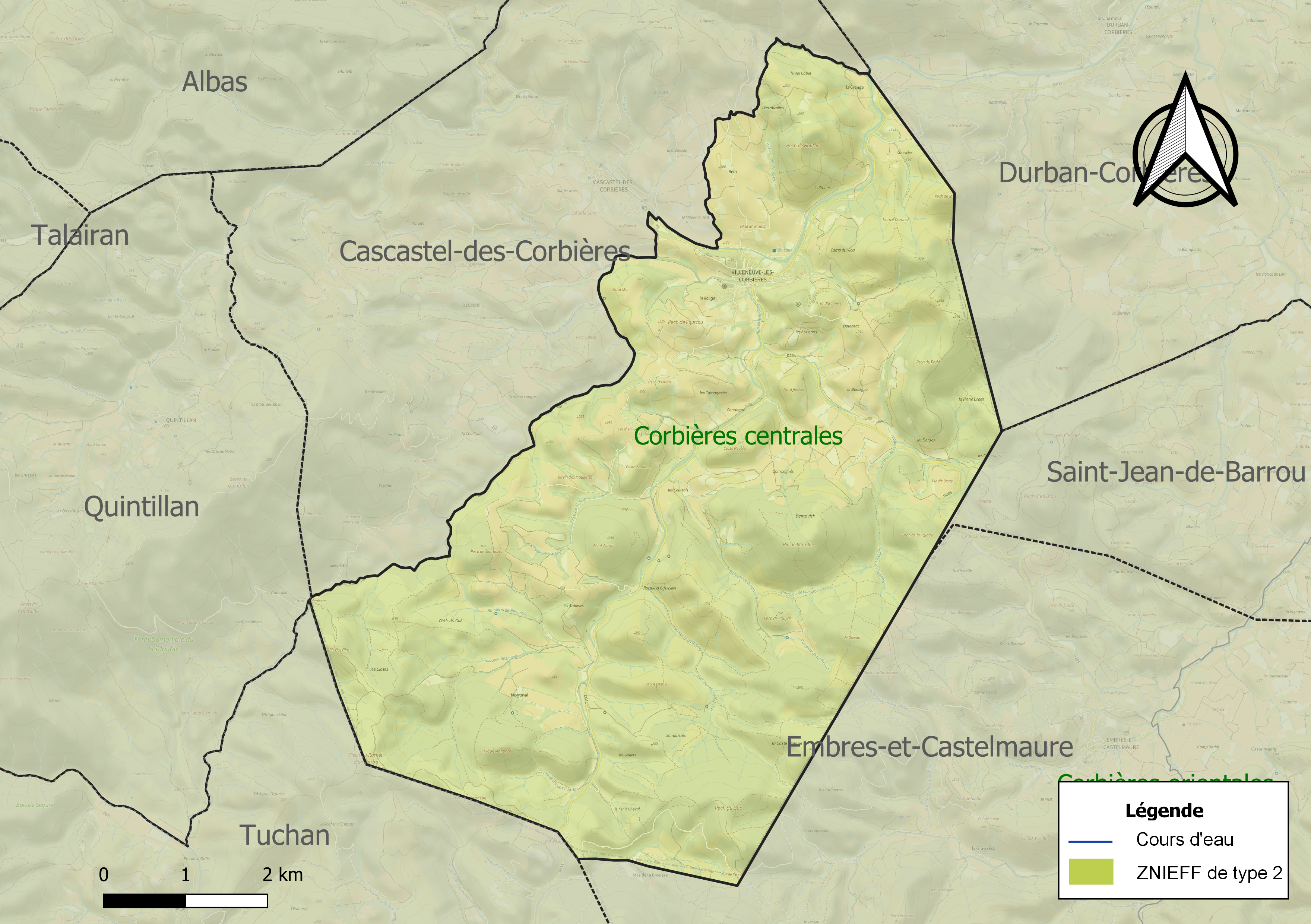
Carte de la ZNIEFF de type 2 sur la commune.

## Urbanisme

### Typologie
Au 1er janvier 2024, Villeneuve-les-Corbières est catégorisée commune rurale à habitat dispersé, selon la nouvelle grille communale de densité à 7 niveaux définie par l'Insee en 2022.
Elle est située hors unité urbaine et hors attraction des villes,.

### Occupation des sols
L'occupation des sols de la commune, telle qu'elle ressort de la base de données européenne d’occupation biophysique des sols Corine Land Cover (CLC), est marquée par l'importance des forêts et milieux semi-naturels (65,4 % en 2018), en diminution par rapport à 1990 (67 %). La répartition détaillée en 2018 est la suivante : 
milieux à végétation arbustive et/ou herbacée (42,8 %), cultures permanentes (29,5 %), forêts (22,6 %), zones agricoles hétérogènes (5,1 %). L'évolution de l’occupation des sols de la commune et de ses infrastructures peut être observée sur les différentes représentations cartographiques du territoire : la carte de Cassini (XVIIIe siècle), la carte d'état-major (1820-1866) et les cartes ou photos aériennes de l'IGN pour la période actuelle (1950 à aujourd'hui).

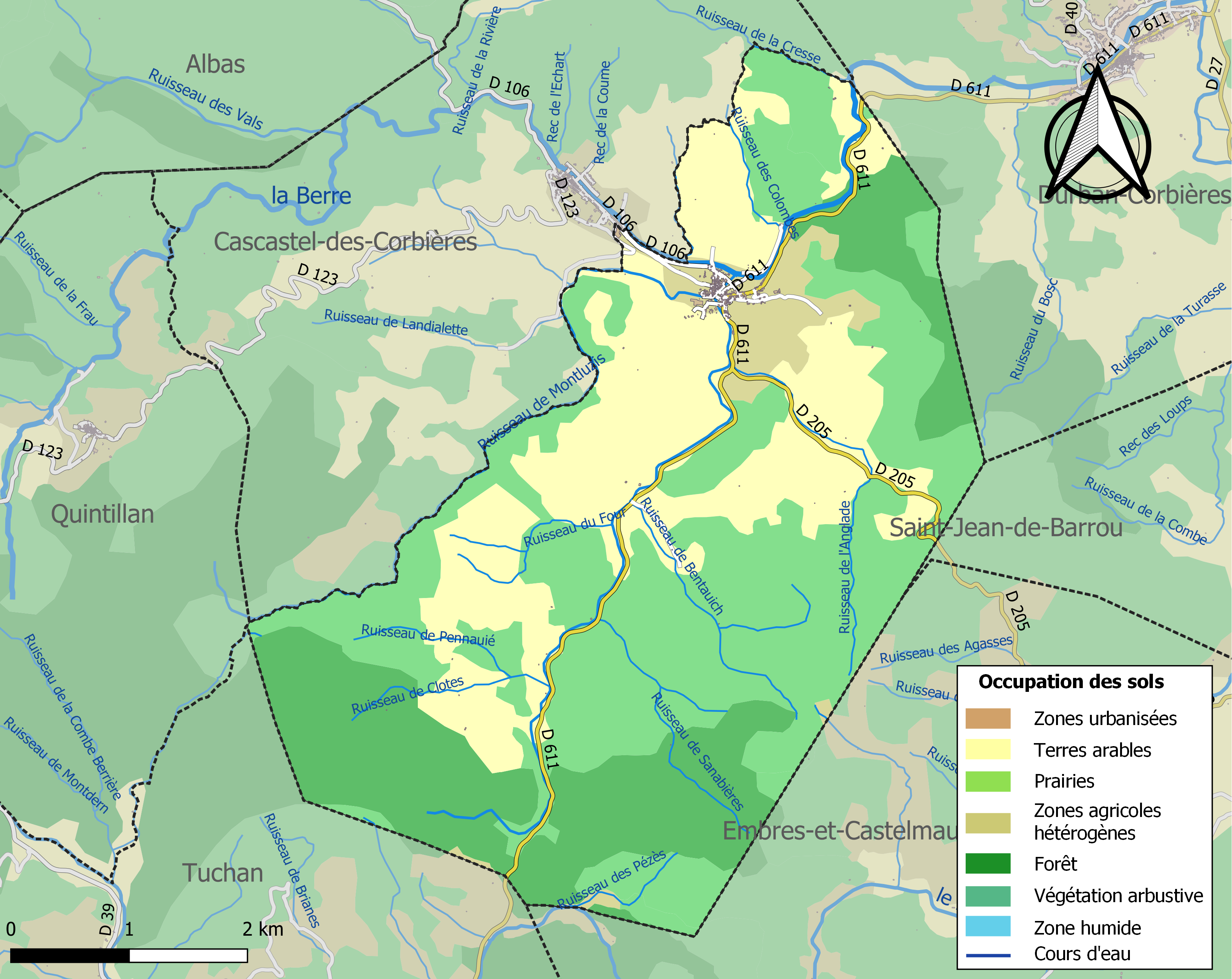
Carte des infrastructures et de l'occupation des sols de la commune en 2018 (CLC).

### Risques majeurs
Le territoire de la commune de Villeneuve-les-Corbières est vulnérable à différents aléas naturels : météorologiques (tempête, orage, neige, grand froid, canicule ou sécheresse), inondations, feux de forêts et séisme (sismicité faible). Il est également exposé à un risque particulier : le risque de radon. Un site publié par le BRGM permet d'évaluer simplement et rapidement les risques d'un bien localisé soit par son adresse soit par le numéro de sa parcelle.

#### Risques naturels
Certaines parties du territoire communal sont susceptibles d’être affectées par le risque d’inondation par débordement de cours d'eau, notamment le ruisseau de Glandes. La commune a été reconnue en état de catastrophe naturelle au titre des dommages causés par les inondations et coulées de boue survenues en 1982, 1986, 1987, 1992, 1996, 1999, 2005, 2009, 2014 et 2018,.

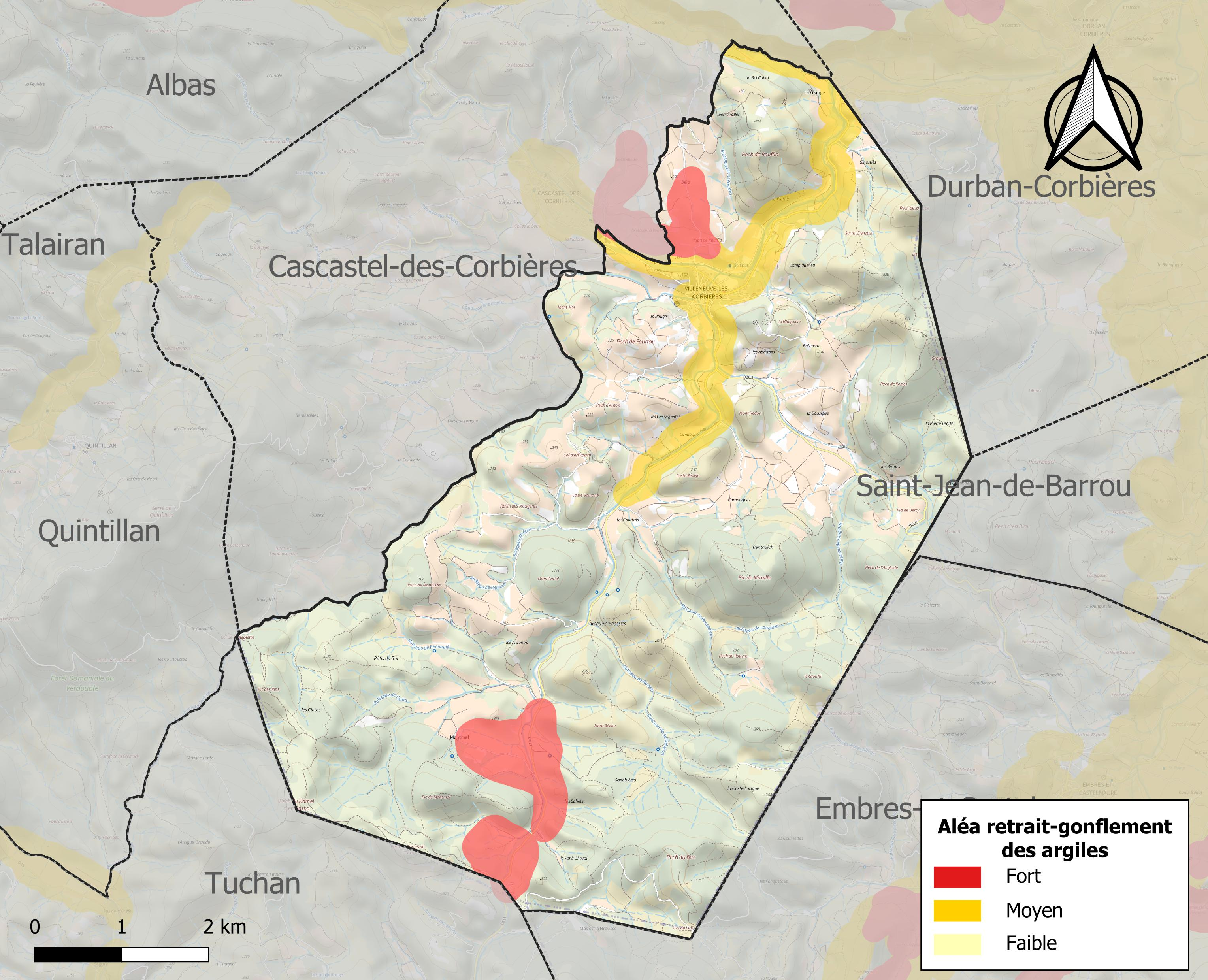
Carte des zones d'aléa retrait-gonflement des sols argileux de Villeneuve-les-Corbières.

Le retrait-gonflement des sols argileux est susceptible d'engendrer des dommages importants aux bâtiments en cas d’alternance de périodes de sécheresse et de pluie. 11,9 % de la superficie communale est en aléa moyen ou fort (75,2 % au niveau départemental et 48,5 % au niveau national). Sur les 168 bâtiments dénombrés sur la commune en 2019, 154 sont en aléa moyen ou fort, soit 92 %, à comparer aux 94 % au niveau départemental et 54 % au niveau national. Une cartographie de l'exposition du territoire national au retrait gonflement des sols argileux est disponible sur le site du BRGM,.

#### Risque particulier
Dans plusieurs parties du territoire national, le radon, accumulé dans certains logements ou autres locaux, peut constituer une source significative d’exposition de la population aux rayonnements ionisants. Certaines communes du département sont concernées par le risque radon à un niveau plus ou moins élevé. Selon la classification de 2018, la commune de Villeneuve-les-Corbières est classée en zone 3, à savoir zone à potentiel radon significatif.

## Histoire
L'origine du nom Vilanòva de las Corbièras est villa auquel s'est ajouté le nom occitan nòva qui signifie nouvelle.
Au Moyen Âge, Villeneuve et Cascastel ne formaient qu'une seule paroisse qui était la propriété des Seigneurs Castels.
En 1793, le village portait le nom de Villeneuve.
Il prit le nom de Villeneuve-les-Corbières en 1892 et devient autonome en 1893.

## Politique et administration

### Liste des maires
| Période                                  | Période  | Identité    | Étiquette | Qualité |
| ---------------------------------------- | -------- | ----------- | --------- | ------- |
| Avril 2008                               | En cours | Alain Izard |           |         |
| Les données manquantes sont à compléter. |          |             |           |         |

## Démographie
L'évolution du nombre d'habitants est connue à travers les recensements de la population effectués dans la commune depuis 1896. Pour les communes de moins de 10 000 habitants, une enquête de recensement portant sur toute la population est réalisée tous les cinq ans, les populations de référence des années intermédiaires étant quant à elles estimées par interpolation ou extrapolation. Pour la commune, le premier recensement exhaustif entrant dans le cadre du nouveau dispositif a été réalisé en 2005.

En 2022, la commune comptait 252 habitants, en évolution de +3,28 % par rapport à 2016 (Aude : +2,65 %, France hors Mayotte : +2,11 %).
| 1896 | 1901 | 1906 | 1911 | 1921 | 1926 | 1931 | 1936 | 1946 |
| ---- | ---- | ---- | ---- | ---- | ---- | ---- | ---- | ---- |
| 375  | 385  | 401  | 348  | 346  | 359  | 344  | 355  | 271  |

| 1954 | 1962 | 1968 | 1975 | 1982 | 1990 | 1999 | 2005 | 2006 |
| ---- | ---- | ---- | ---- | ---- | ---- | ---- | ---- | ---- |
| 293  | 309  | 276  | 249  | 219  | 231  | 240  | 266  | 275  |

| 2010 | 2015 | 2020 | 2022 | - | - | - | - | - |
| ---- | ---- | ---- | ---- | - | - | - | - | - |
| 267  | 248  | 251  | 252  | - | - | - | - | - |

## Économie

### Revenus
En 2018  (données Insee publiées en septembre 2021), la commune compte 102 ménages fiscaux, regroupant 206 personnes. La médiane du revenu disponible par unité de consommation est de 14 740 € (19 240 € dans le département).

### Emploi
| Division       | 2008   | 2013   | 2018   |
| -------------- | ------ | ------ | ------ |
| Commune        | 9,2 %  | 12 %   | 7,2 %  |
| Département    | 10,2 % | 12,8 % | 12,6 % |
| France entière | 8,3 %  | 10 %   | 10 %   |

En 2018, la population âgée de 15 à 64 ans s'élève à 148 personnes, parmi lesquelles on compte 77 % d'actifs (69,7 % ayant un emploi et 7,2 % de chômeurs) et 23 % d'inactifs,. En  2018, le taux de chômage communal (au sens du recensement) des 15-64 ans est inférieur à celui de la France et du département, alors qu'en 2008 il était supérieur à celui de la France.
La commune est hors attraction des villes,. Elle compte 82 emplois en 2018, contre 72 en 2013 et 87 en 2008. Le nombre d'actifs ayant un emploi résidant dans la commune est de 108, soit un indicateur de concentration d'emploi de 75,4 % et un taux d'activité parmi les 15 ans ou plus de 57,5 %.
Sur ces 108 actifs de 15 ans ou plus ayant un emploi, 55 travaillent dans la commune, soit 51 % des habitants. Pour se rendre au travail, 76,6 % des habitants utilisent un véhicule personnel ou de fonction à quatre roues, 17,1 % s'y rendent en deux-roues, à vélo ou à pied et 6,3 % n'ont pas besoin de transport (travail au domicile).

### Activités hors agriculture

#### Secteurs d'activités
20 établissements sont implantés  à Villeneuve-les-Corbières au 31 décembre 2019.
Le secteur du commerce de gros et de détail, des transports, de l'hébergement et de la restauration est prépondérant sur la commune puisqu'il représente 25 % du nombre total d'établissements de la commune (5 sur les 20 entreprises implantées  à Villeneuve-les-Corbières), contre 32,3 % au niveau départemental.

#### Entreprises
Son vignoble produit plusieurs AOC
- Fitou (AOC) un vin rouge d'appellation d'origine contrôlée produit sur une petite partie au sud du massif des Corbières, dans l'Aude. Il est protégé par l'INAO depuis 1948.
- Corbières (AOC) L'appellation est en volume la première du Languedoc et la quatrième de France. La culture de la vigne dans le massif des Corbières remonte au IIe siècle avant notre ère, elle fut introduite par les marchands grecs mais se développa réellement au début de l'occupation romaine. Le vin de Corbières est reconnu par l'INAO comme vin de qualité supérieure (VDQS) depuis 1951, puis comme appellation d'origine contrôlée (AOC) depuis 1985.
- Rivesaltes (AOC) est un vin d'appellation d'origine contrôlée produit autour de Rivesaltes dans les Pyrénées-Orientales et l'Aude. Le nom de l'appellation peut être complété par les mentions « ambré », « grenat », « tuilé » et « hors d'âge ». Cette AOC est protégée par l'INAO depuis 1972.
- Muscat de Rivesaltes est un vin doux naturel d'appellation d'origine contrôlée produit près de Rivesaltes sur une vaste partie des Pyrénées-Orientales et une plus petite de l'Aude. Le nom de l'appellation peut être complété par la mention « muscat de Noël » s'il est commercialisé à partir du 1er novembre de l'année de récolte. L'AOC est protégée par l'INAO depuis 1972.L'église Saint-Saturnin.

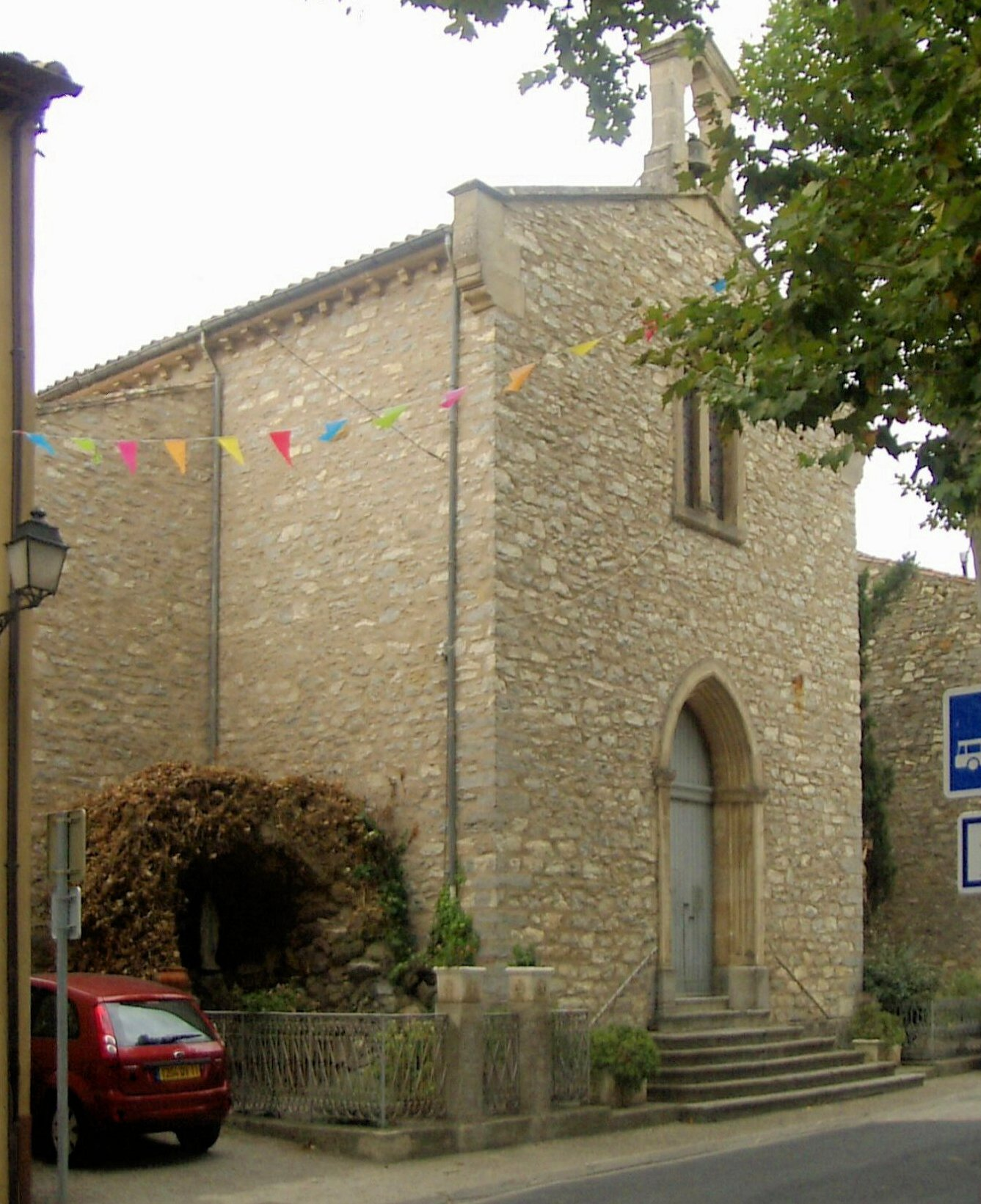
L'église Saint-Saturnin.

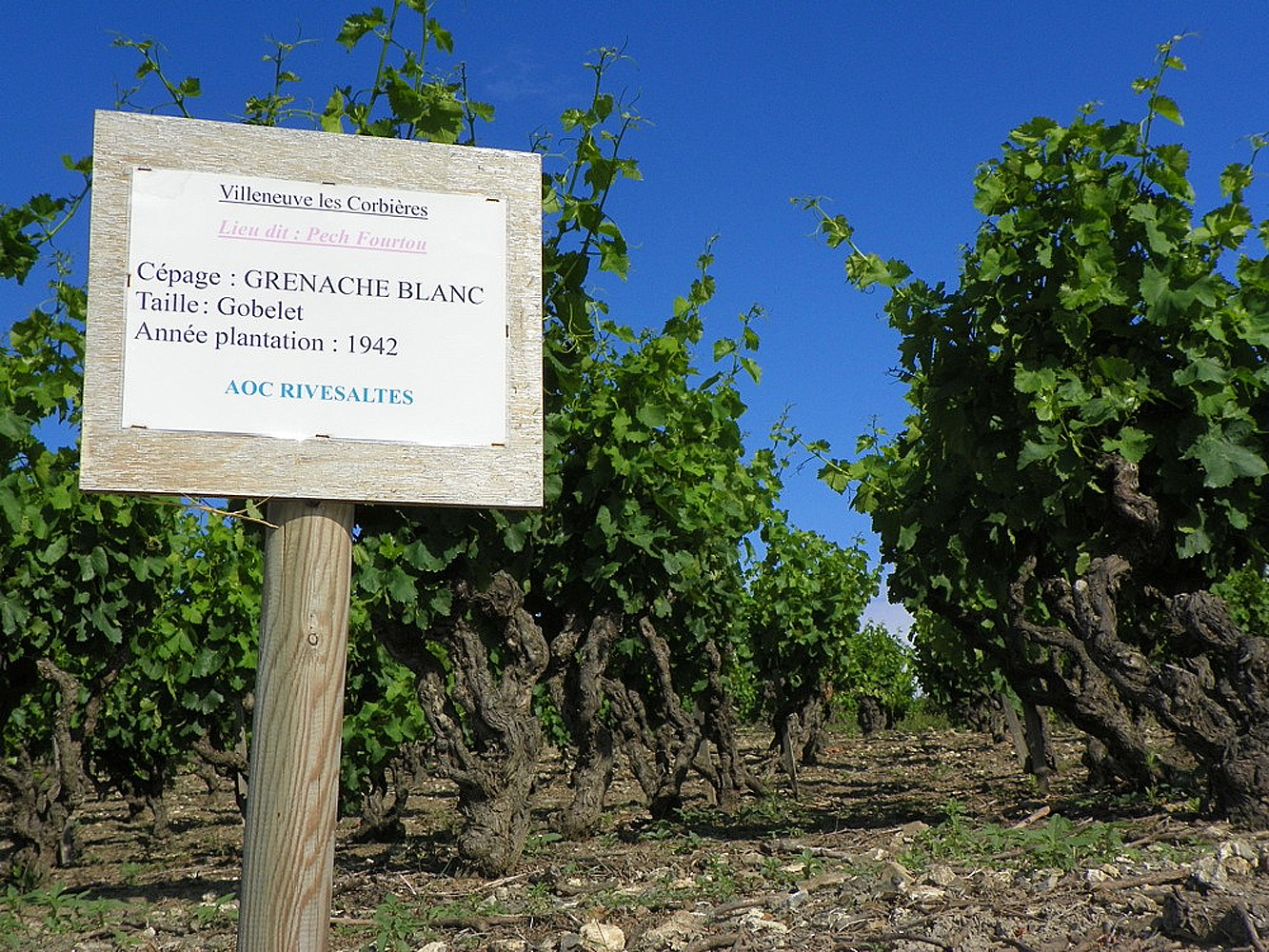
Vignoble produisant de l'AOC Rivesaltes (AOC).
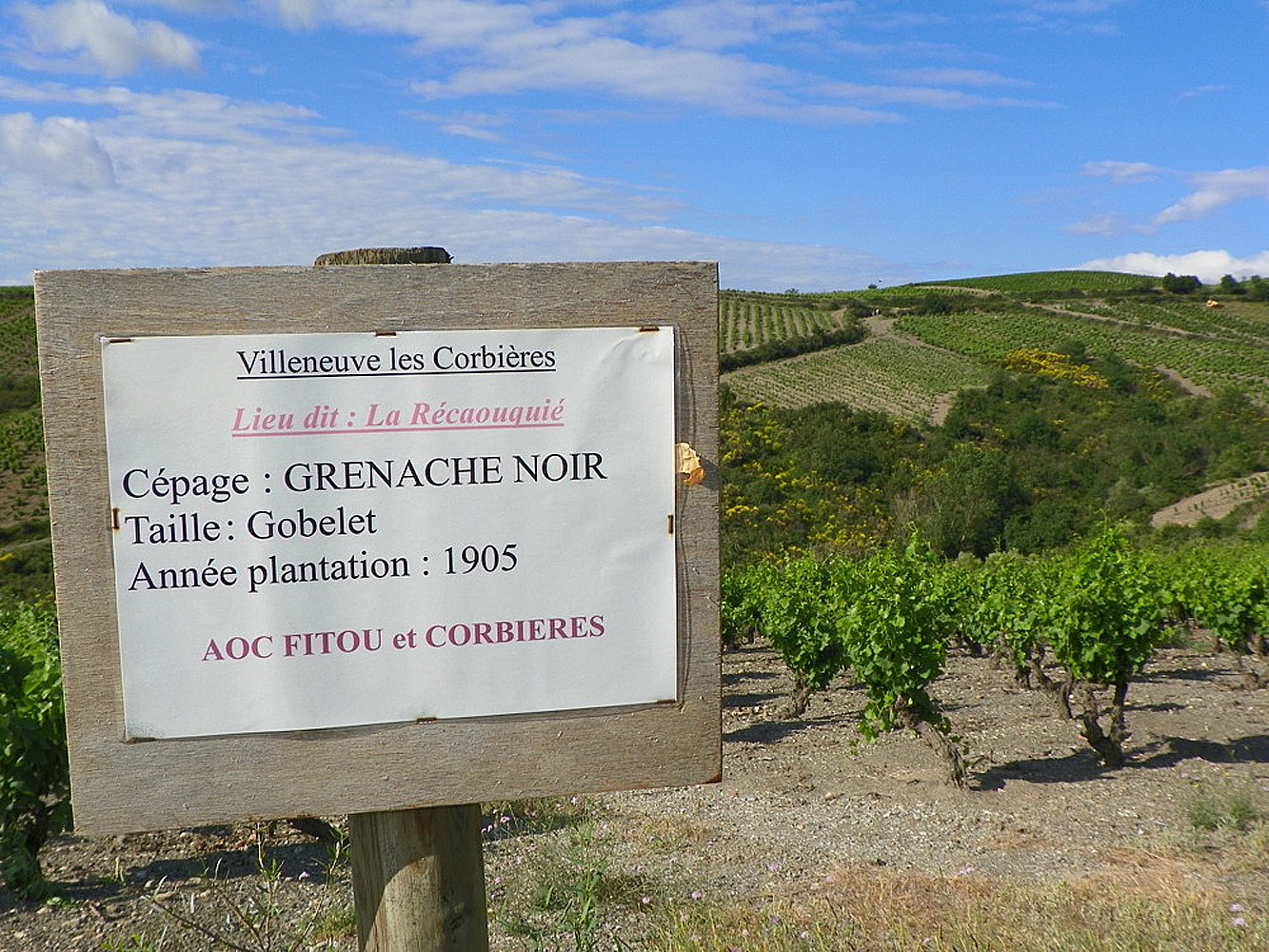
Vignoble produisant de l'AOC Fitou et Corbières.
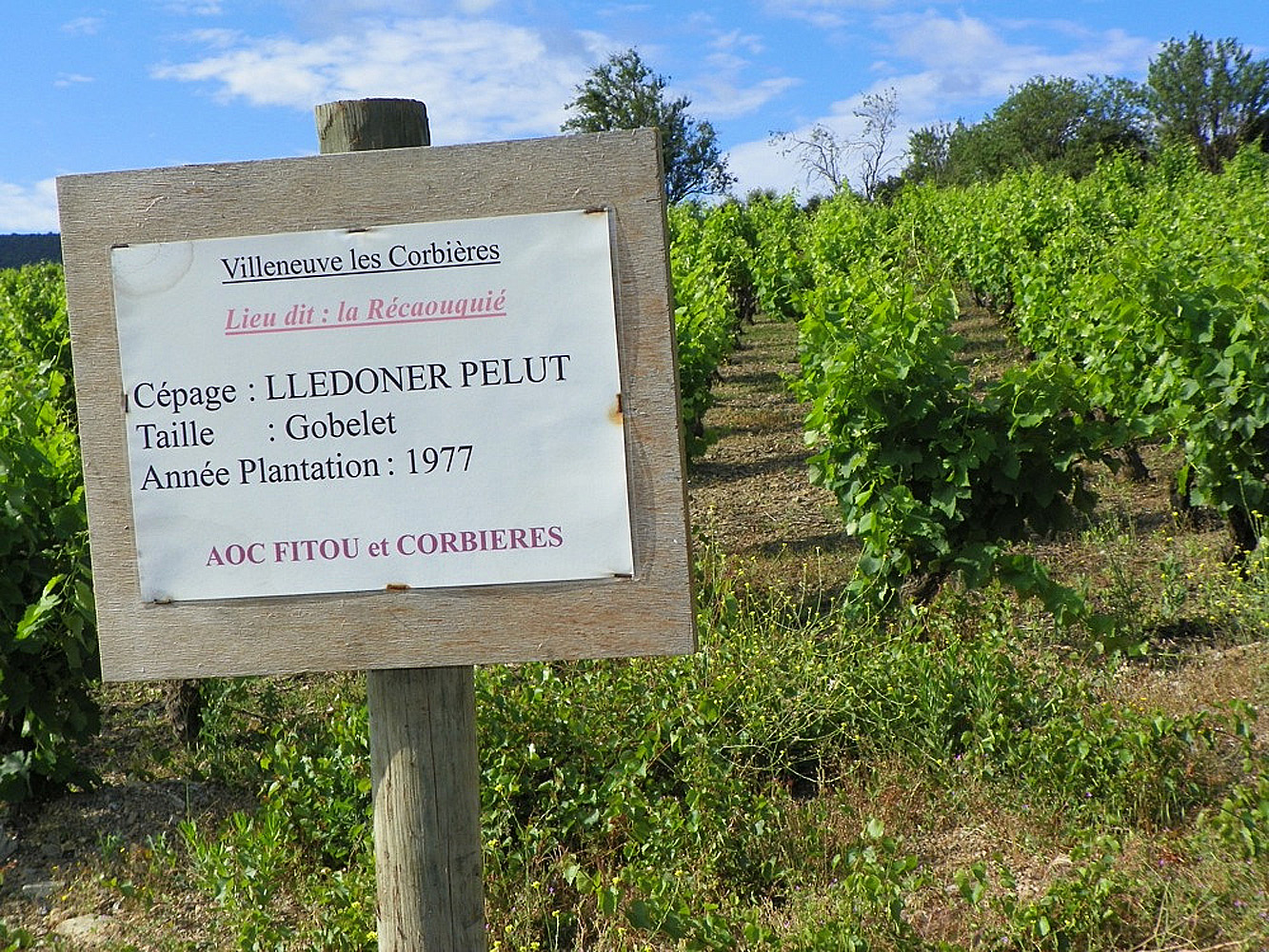
Vignoble produisant de l'AOC Fitou et Corbières.
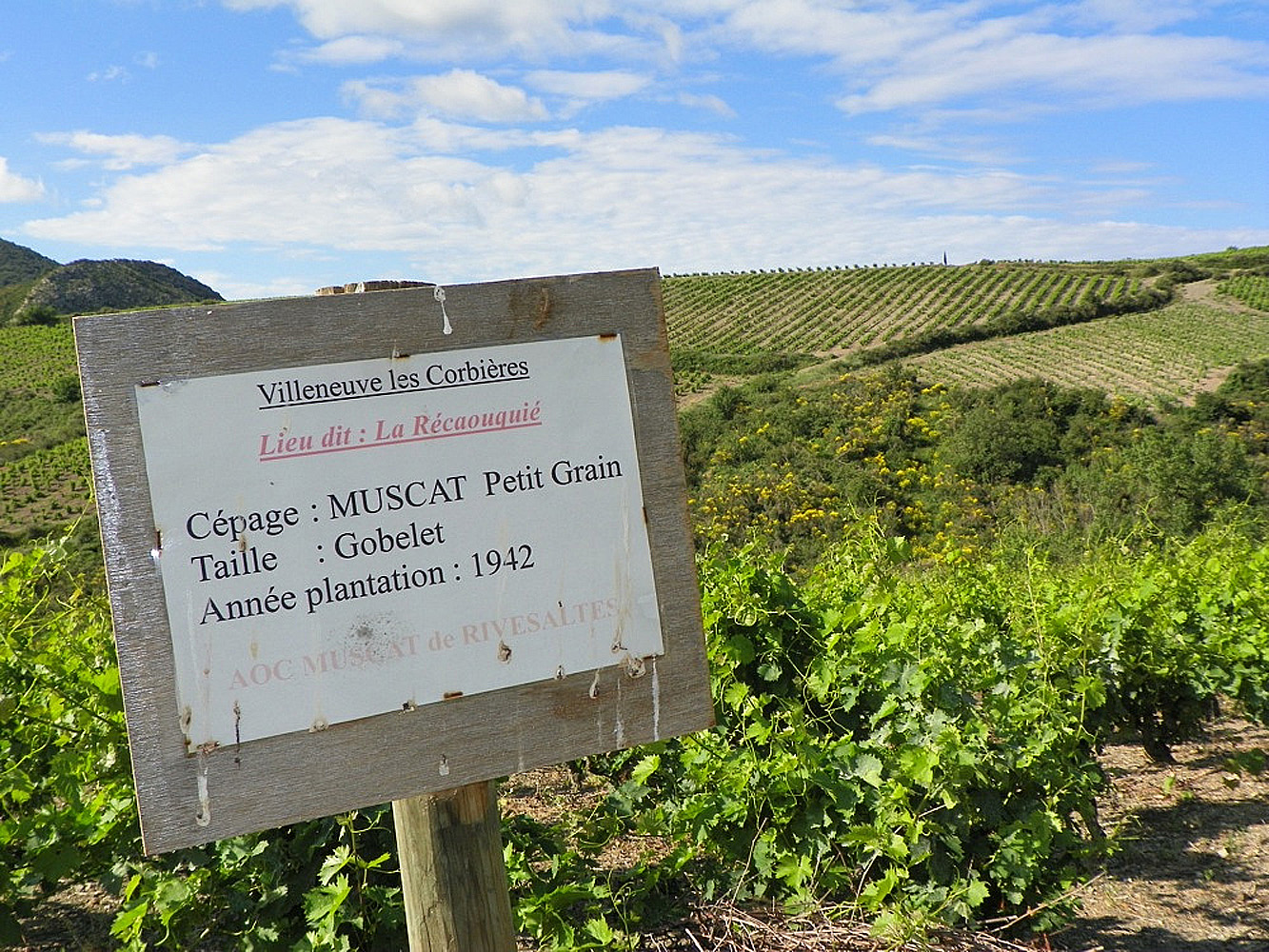
Vignoble produisant du Muscat de Rivesaltes.

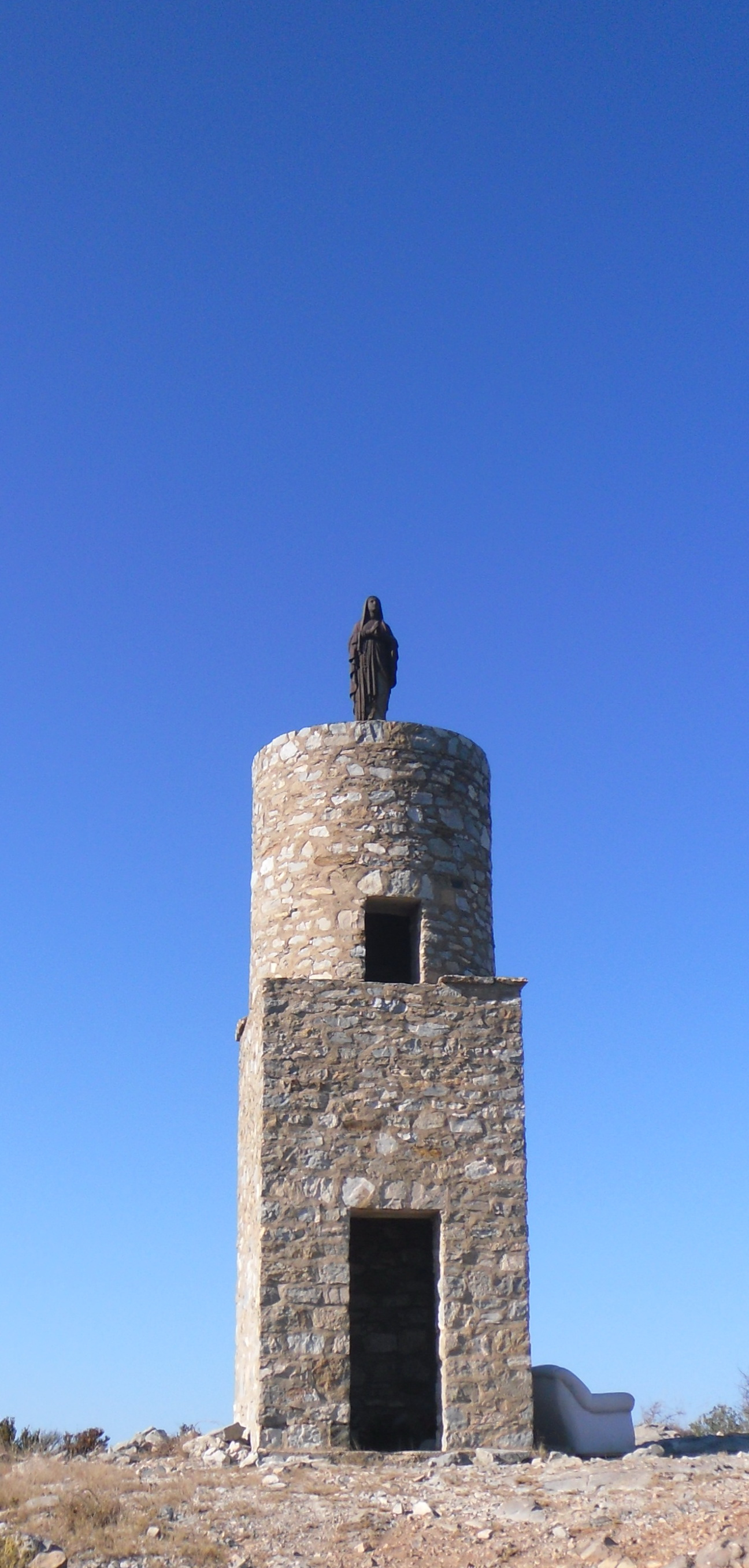
Chapelle Notre Dame de la Récaouffa

### Agriculture
La commune est dans la « Région viticole » de l'Aude, une petite région agricole occupant une grande partie centrale du département, également dénommée localement « Corbeilles Minervois et Carcasses-Limouxin ». En 2020, l'orientation technico-économique de l'agriculture  sur la commune est la viticulture.
|               | 1988 | 2000 | 2010 | 2020 |
| ------------- | ---- | ---- | ---- | ---- |
| Exploitations | 43   | 33   | 32   | 30   |
| SAU (ha)      | 589  | 529  | 553  | 413  |

Le nombre d'exploitations agricoles en activité et ayant leur siège dans la commune est passé de 43 lors du recensement agricole de 1988  à 33 en 2000 puis à 32 en 2010 et enfin à 30 en 2020, soit une baisse de 30 % en 32 ans. Le même mouvement est observé à l'échelle du département qui a perdu pendant cette période 60 % de ses exploitations,. La surface agricole utilisée sur la commune a également diminué, passant de 589 ha en 1988 à 413 ha en 2020. Parallèlement la surface agricole utilisée moyenne reste stable à 14 ha.

## Culture locale et patrimoine

### Lieux et monuments
- Église Saint-Saturnin de Villeneuve-les-Corbières, construite à la fin du XIXe siècle en remplacement de l'ancienne église qui a été enlevée en 1906, avec son beffroi et son tocsin. L'église a été restaurée en 2008, de même que son clocher dont la cloche datait de 1614.
- Chapelle Notre-Dame-de-Recaouffa de Villeneuve-les-Corbières, (à 376 mètres d'altitude), qui offre une vue panoramique de l’Alaric au Mont Tauch : se dresse la Tour Notre-Dame-de-la-Récaoufa avec une statue de la Vierge. La Statue et la chapelle ruinée de Notre Dame de Recaouffa sont inscrits au titre des sites naturels depuis 1943[38].

## Musées les plus proches
- Le Musée des Corbières à Sigean.
- Le Musée de l'homme à Tautavel.

## Sites naturels à proximité
- Le site archéologique Caune de l'Arago, à Tautavel (environ 15 km).

## Sentiers de randonnée
- La Vierge de Récaufa, long de 3,5 km. La durée de ce parcours est d'environ 2 h à 2 h 30 avec un niveau de difficulté moyen.
- La Ronde au cœur des Corbières, Villeneuve-des-Corbières - Embres et Castelmaure, long de 10 km. Sa durée est d'environ 3 h 30 avec un niveau de difficulté moyen.

## Plages à proximité
- La plage du Clapotis, à La Palme (environ 17,5 km).
- La Plage du Doul, à Peyriac-de-Mer (environ 19,1 km).

## Risques et catastrophes naturels répertoriés
- Les risques naturels et recensés sont les risques de feux de forêt et d'inondations.
- Parmi les catastrophes naturelles passées, on compte la tempête de novembre 1982, les inondations et coulées de boue d'octobre 1986 d'octobre 1987, de janvier et septembre 1992, le séisme de février 1996 ainsi que les inondations et coulées de boue de décembre 1996 novembre 1999 et novembre 2005 et les chocs mécaniques liés à l'action des vagues en janvier 2009.

### Personnalités liées à la commune
Marie-Thérèse Cornette Artus, présidente de chambre à la Cour des comptes de 2006 à 2009, propriétaire à Villeneuve depuis 1971[réf. souhaitée].

### Héraldique
| Blason de Villeneuve-les-Corbières | Blason  | De gueules à une barre à roue d'or, au chef cousu d'azur chargé de trois fleurs de lys d'or.[réf. nécessaire] |
| Blason de Villeneuve-les-Corbières | Détails | Le statut officiel du blason reste à déterminer.                                                              |